# Dolichopus aldrichii
Dolichopus aldrichii är en tvåvingeart som först beskrevs av Wheeler 1899.  Dolichopus aldrichii ingår i släktet Dolichopus och familjen styltflugor. Inga underarter finns listade i Catalogue of Life.